# 1. Volleyball Bundesliga Masculina de 2023–24
A 1. Volleyball Bundesliga Masculina de 2023–24 foi 33.ª edição da primeira divisão do campeonato alemão de voleibol, competição esta organizada pela Volleyball-Bundesliga sob a égide da Federação Alemã de Voleibol (em alemão:  Deutsche Volleyball-Verband, DVV). O torneio teve início no dia 27 de outubro de 2023 e contou com a participação de 12 equipes alemães.
O Berlin Recycling Volleys conquistou seu 14º título do Campeonato Alemão após uma vitória por 3 a 0 sobre o VfB Friedrichshafen na série final dos playoffs, estabelecendo um novo recorde de maior número de campeonatos vencidos por um time na história do campeonato.
O oposto Michał Superlak, que recebeu oito medalhas de ouro (melhor jogador do time vencedor ao término da partida) ao longo da competição, foi eleito o melhor jogador do torneio.

## Regulamento
Todas as equipes participantes jogaram a fase classificatória com partidas de ida e volta, de 28 de outubro de 2023 a 9 de março de 2024. O campeão alemão foi determinado nos playoffs subsequentes, de 15 de março a 28 de abril de 2024.
Os playoffs foram disputados pelas oito melhores equipes da fase classificatória, nas fases quartas de finais (melhor de três), semifinais e final (melhor de cinco).
Não houve times rebaixados na 1. Bundesliga Masculina na temporada 2023–24. Para a temporada 2024–25, os campeões da 2. Bundesliga Norte e Sul foram promovidos à 1. Bundesliga.

## Equipes participantes
Equipes que disputaram a 1. Volleyball Bundesliga Masculina de 2023–24:
| Equipe                             | Cidade                | Temporada 2022–23                 | BER DÜR FRI GIE UNT HER LÜN NKW DAC KRL FRB BITLocalidade dos clubes que disputam a 1. Volleyball Bundesliga de 2023–24. |
| ---------------------------------- | --------------------- | --------------------------------- | --- |
| Berlin Recycling Volleys (BER)     | Berlim                | Campeão                           | BER DÜR FRI GIE UNT HER LÜN NKW DAC KRL FRB BITLocalidade dos clubes que disputam a 1. Volleyball Bundesliga de 2023–24. |
| VfB Friedrichshafen (FRI)          | Friedrichshafen       | Vice-campeão                      | BER DÜR FRI GIE UNT HER LÜN NKW DAC KRL FRB BITLocalidade dos clubes que disputam a 1. Volleyball Bundesliga de 2023–24. |
| SWD Powervolleys Düren (DÜR)       | Düren                 | 4º colocado                       | BER DÜR FRI GIE UNT HER LÜN NKW DAC KRL FRB BITLocalidade dos clubes que disputam a 1. Volleyball Bundesliga de 2023–24. |
| SVG Lüneburg (LÜN)                 | Luneburgo             | 3º colocado                       | BER DÜR FRI GIE UNT HER LÜN NKW DAC KRL FRB BITLocalidade dos clubes que disputam a 1. Volleyball Bundesliga de 2023–24. |
| Energiequelle Netzhoppers KW (NKW) | Königs Wusterhausen   | 7º colocado                       | BER DÜR FRI GIE UNT HER LÜN NKW DAC KRL FRB BITLocalidade dos clubes que disputam a 1. Volleyball Bundesliga de 2023–24. |
| Helios Grizzlies Giesen (GIE)      | Giesen                | 5º colocado                       | BER DÜR FRI GIE UNT HER LÜN NKW DAC KRL FRB BITLocalidade dos clubes que disputam a 1. Volleyball Bundesliga de 2023–24. |
| TSV Haching München (UNT)          | Unterhaching          | 8º colocado                       | BER DÜR FRI GIE UNT HER LÜN NKW DAC KRL FRB BITLocalidade dos clubes que disputam a 1. Volleyball Bundesliga de 2023–24. |
| WWK Volleys Herrsching (HER)       | Herrsching            | 6º colocado                       | BER DÜR FRI GIE UNT HER LÜN NKW DAC KRL FRB BITLocalidade dos clubes que disputam a 1. Volleyball Bundesliga de 2023–24. |
| Baden Volleys SSC Karlsruhe (KRL)  | Karlsruhe             | Campeão da 2. Bundesliga Süd      | BER DÜR FRI GIE UNT HER LÜN NKW DAC KRL FRB BITLocalidade dos clubes que disputam a 1. Volleyball Bundesliga de 2023–24. |
| FT 1844 Freiburg (FRB)             | Friburgo na Brisgóvia | Vice-campeão da 2. Bundesliga Süd | BER DÜR FRI GIE UNT HER LÜN NKW DAC KRL FRB BITLocalidade dos clubes que disputam a 1. Volleyball Bundesliga de 2023–24. |
| ASV Dachau (DAC)                   | Dachau                | 3º colocado na 2. Bundesliga Süd  | BER DÜR FRI GIE UNT HER LÜN NKW DAC KRL FRB BITLocalidade dos clubes que disputam a 1. Volleyball Bundesliga de 2023–24. |
| VC Bitterfeld-Wolfen (BIT)         | Bitterfeld-Wolfen     | 3º colocado na 2. Bundesliga Nord | BER DÜR FRI GIE UNT HER LÜN NKW DAC KRL FRB BITLocalidade dos clubes que disputam a 1. Volleyball Bundesliga de 2023–24. |

## Fase classificatória

### Classificação
- Vitória por 3–0 ou 3–1: 3 pontos para o vencedor;
- Vitória por 3–2: 2 pontos para o vencedor e 1 ponto para o perdedor.
- Não comparecimento, a equipe perde 3 pontos.
- Em caso de igualdade por pontos, os seguintes critérios servem como desempate: número de vitórias, média de sets e média de pontos.

|  | Classificado para as quartas de final |

|     |                              |     | Jogos | Jogos | Jogos | Resultados | Resultados | Resultados | Resultados | Resultados | Resultados | Sets | Sets | Sets  | Pontos | Pontos | Pontos |
| Pos | Equipe                       | Pts | T     | V     | D     | 3–0        | 3–1        | 3–2        | 2–3        | 1–3        | 0–3        | V    | P    | R     | V      | P      | R      |
| --- | ---------------------------- | --- | ----- | ----- | ----- | ---------- | ---------- | ---------- | ---------- | ---------- | ---------- | ---- | ---- | ----- | ------ | ------ | ------ |
| 1   | Berlin Recycling Volleys     | 58  | 22    | 20    | 2     | 13         | 4          | 3          | 1          | 0          | 1          | 62   | 16   | 3.875 | 1872   | 1489   | 1.257  |
| 2   | Helios Grizzlies Giesen      | 56  | 22    | 19    | 3     | 11         | 6          | 2          | 1          | 2          | 0          | 61   | 19   | 3.211 | 1930   | 1653   | 1.168  |
| 3   | VfB Friedrichshafen          | 54  | 22    | 18    | 4     | 10         | 7          | 1          | 1          | 0          | 3          | 56   | 21   | 2.667 | 1815   | 1609   | 1.128  |
| 4   | SVG Lüneburg                 | 50  | 22    | 16    | 6     | 14         | 0          | 2          | 4          | 0          | 2          | 56   | 22   | 2.545 | 1838   | 1558   | 1.180  |
| 5   | WWK Volleys Herrsching       | 43  | 22    | 14    | 8     | 8          | 5          | 1          | 2          | 2          | 4          | 48   | 31   | 1.548 | 1846   | 1727   | 1.069  |
| 6   | SWD Powervolleys Düren       | 41  | 22    | 14    | 8     | 8          | 4          | 2          | 1          | 3          | 4          | 47   | 32   | 1.469 | 1836   | 1692   | 1.085  |
| 7   | VC Bitterfeld-Wolfen         | 27  | 22    | 10    | 12    | 4          | 3          | 3          | 0          | 4          | 8          | 34   | 45   | 0.756 | 1696   | 1813   | 0.935  |
| 8   | Baden Volleys SSC Karlsruhe  | 21  | 22    | 7     | 15    | 1          | 3          | 3          | 3          | 5          | 7          | 32   | 54   | 0.593 | 1834   | 1961   | 0.935  |
| 9   | ASV Dachau                   | 17  | 22    | 5     | 17    | 3          | 1          | 1          | 3          | 4          | 10         | 25   | 54   | 0.463 | 1569   | 1835   | 0.855  |
| 10  | FT 1844 Freiburg             | 12  | 22    | 4     | 18    | 1          | 3          | 0          | 0          | 5          | 13         | 17   | 57   | 0.298 | 1474   | 1782   | 0.827  |
| 11  | TSV Haching München          | 8   | 22    | 2     | 20    | 1          | 1          | 0          | 2          | 6          | 12         | 16   | 61   | 0.262 | 1542   | 1861   | 0.829  |
| 12  | Energiequelle Netzhoppers KW | 3   | 22    | 3     | 19    | 0          | 2          | 1          | 1          | 8          | 10         | 19   | 61   | 0.311 | 1657   | 1929   | 0.859  |

1. ↑  O Energiequelle Netzhoppers KW foi punido com a dedução de seis (6) pontos por violar os regulamentos de licenciamento na temporada 2022–23.[8]

### Resultados
| Mandante \ Visitante         | BER | BIT | DAC | DÜR | FRB | FRI | GIE | UNT | HER | KRL | NKW | LÜN |
| ---------------------------- | --- | --- | --- | --- | --- | --- | --- | --- | --- | --- | --- | --- |
| Berlin Recycling Volleys     | —   | 3–0 | 3–0 | 3–1 | 3–0 | 3–0 | 3–1 | 3–0 | 3–0 | 3–0 | 3–1 | 3–2 |
| VC Bitterfeld-Wolfen         | 0–3 | —   | 3–0 | 0–3 | 3–0 | 1–3 | 1–3 | 3–1 | 0–3 | 3–2 | 3–0 | 0–3 |
| ASV Dachau                   | 3–2 | 2–3 | —   | 0–3 | 0–3 | 1–3 | 0–3 | 3–0 | 1–3 | 1–3 | 2–3 | 0–3 |
| SWD Powervolleys Düren       | 0–3 | 3–0 | 3–0 | —   | 3–1 | 1–3 | 3–2 | 3–1 | 3–0 | 3–1 | 3–1 | 2–3 |
| FT 1844 Freiburg             | 1–3 | 1–3 | 0–3 | 0–3 | —   | 0–3 | 0–3 | 3–1 | 0–3 | 0–3 | 3–1 | 0–3 |
| VfB Friedrichshafen          | 0–3 | 3–0 | 3–0 | 3–0 | 3–0 | —   | 3–1 | 3–0 | 3–0 | 3–0 | 3–0 | 3–2 |
| Helios Grizzlies Giesen      | 3–0 | 3–1 | 3–0 | 3–1 | 3–0 | 3–0 | —   | 3–0 | 3–2 | 2–3 | 3–0 | 3–0 |
| TSV Haching München          | 0–3 | 0–3 | 0–3 | 0–3 | 3–0 | 1–3 | 0–3 | —   | 1–3 | 2–3 | 3–1 | 0–3 |
| WWK Volleys Herrsching       | 2–3 | 3–1 | 3–2 | 3–0 | 3–1 | 1–3 | 1–3 | 3–0 | —   | 3–0 | 3–0 | 3–0 |
| Baden Volleys SSC Karlsruhe  | 0–3 | 2–3 | 1–3 | 2–3 | 3–1 | 1–3 | 1–3 | 3–2 | 1–3 | —   | 3–2 | 0–3 |
| Energiequelle Netzhoppers KW | 0–3 | 1–3 | 3–1 | 0–3 | 1–3 | 0–3 | 1–3 | 3–1 | 0–3 | 1–3 | —   | 0–3 |
| SVG Lüneburg                 | 2–3 | 3–0 | 3–0 | 3–0 | 3–0 | 3–2 | 2–3 | 3–0 | 3–0 | 3–0 | 3–0 | —   |

## Playoffs
|  | Quartas de final            | Quartas de final            | Quartas de final            | Quartas de final          | Quartas de final | Quartas de final         |   |                | Semifinais | Semifinais | Semifinais | Semifinais | Semifinais | Semifinais |  |  | Final | Final | Final | Final | Final | Final |
|  |                             |                             |                             |                           |                  |                          |   |                |            |            |            |            |            |            |  |  |       |       |       |       |       |       |
|  | 17–20 de janeiro            |                             |                             |                           |                  |                          |   |                |            |            |            |            |            |            |  |  |       |       |       |       |       |       |
|  |                             |                             |                             |                           |                  |                          |   |                |            |            |            |            |            |            |  |  |       |       |       |       |       |       |
|  | Berlin Recycling Volleys    | Berlin Recycling Volleys    | Berlin Recycling Volleys    | 3                         | 3                |                          |   |                |            |            |            |            |            |            |  |  |       |       |       |       |       |       |
|  | Berlin Recycling Volleys    | Berlin Recycling Volleys    | Berlin Recycling Volleys    | 3                         | 3                | 27 de março – 3 de abril |   |                |            |            |            |            |            |            |  |  |       |       |       |       |       |       |
|  | Baden Volleys SSC Karlsruhe | Baden Volleys SSC Karlsruhe | Baden Volleys SSC Karlsruhe | 0                         | 0                |                          |   |                |            |            |            |            |            |            |  |  |       |       |       |       |       |       |
|  | Baden Volleys SSC Karlsruhe | Baden Volleys SSC Karlsruhe | Baden Volleys SSC Karlsruhe | 0                         | 0                | Berlin Recycling Volleys | 3 | 3              | 3          |            |            |            |            |            |  |  |       |       |       |       |       |       |
|  | 16–23 de janeiro            |                             |                             |                           |                  | Berlin Recycling Volleys | 3 | 3              | 3          |            |            |            |            |            |  |  |       |       |       |       |       |       |
|  |                             | SVG Lüneburg                | 1                           | 1                         | 1                |                          |   |                |            |            |            |            |            |            |  |  |       |       |       |       |       |       |
|  | SVG Lüneburg                | SVG Lüneburg                | SVG Lüneburg                | 1                         | 1                | 3                        | 3 |                |            |            |            |            |            |            |  |  |       |       |       |       |       |       |
|  | SVG Lüneburg                | SVG Lüneburg                | SVG Lüneburg                |                           |                  | 3                        | 3 | 15–28 de abril |            |            |            |            |            |            |  |  |       |       |       |       |       |       |
|  | WWK Volleys Herrsching      | WWK Volleys Herrsching      | WWK Volleys Herrsching      | 1                         | 1                |                          |   |                |            |            |            |            |            |            |  |  |       |       |       |       |       |       |
|  | WWK Volleys Herrsching      | WWK Volleys Herrsching      | WWK Volleys Herrsching      | 1                         | 1                | Berlin Recycling Volleys | 2 | 1              | 3          | 3          | 3          |            |            |            |  |  |       |       |       |       |       |       |
|  | 16–22 de janeiro            |                             |                             |                           |                  | Berlin Recycling Volleys | 2 | 1              | 3          | 3          | 3          |            |            |            |  |  |       |       |       |       |       |       |
|  |                             | VfB Friedrichshafen         | 3                           | 3                         | 1                | 2                        | 0 |                |            |            |            |            |            |            |  |  |       |       |       |       |       |       |
|  | Helios Grizzlies Giesen     | Helios Grizzlies Giesen     | Helios Grizzlies Giesen     | 3                         | 1                | 2                        | 0 | 3              | 3          |            |            |            |            |            |  |  |       |       |       |       |       |       |
|  | Helios Grizzlies Giesen     | Helios Grizzlies Giesen     | Helios Grizzlies Giesen     | 26 de março – 10 de abril |                  |                          |   | 3              | 3          |            |            |            |            |            |  |  |       |       |       |       |       |       |
|  | VC Bitterfeld-Wolfen        | VC Bitterfeld-Wolfen        | VC Bitterfeld-Wolfen        | 0                         | 0                |                          |   |                |            |            |            |            |            |            |  |  |       |       |       |       |       |       |
|  | VC Bitterfeld-Wolfen        | VC Bitterfeld-Wolfen        | VC Bitterfeld-Wolfen        | 0                         | 0                | Helios Grizzlies Giesen  | 3 | 0              | 3          | 0          | 1          |            |            |            |  |  |       |       |       |       |       |       |
|  | 15–19 de janeiro            |                             |                             |                           |                  | Helios Grizzlies Giesen  | 3 | 0              | 3          | 0          | 1          |            |            |            |  |  |       |       |       |       |       |       |
|  |                             | VfB Friedrichshafen         | 2                           | 3                         | 0                | 3                        | 3 |                |            |            |            |            |            |            |  |  |       |       |       |       |       |       |
|  | VfB Friedrichshafen         | VfB Friedrichshafen         | VfB Friedrichshafen         | 3                         | 0                | 3                        | 3 | 3              | 3          |            |            |            |            |            |  |  |       |       |       |       |       |       |
|  | VfB Friedrichshafen         | VfB Friedrichshafen         | VfB Friedrichshafen         |                           |                  |                          |   |                |            |            |            |            |            |            |  |  |       |       |       |       |       |       |
|  | SWD Powervolleys Düren      | SWD Powervolleys Düren      | SWD Powervolleys Düren      | 1                         | 0                |                          |   |                |            |            |            |            |            |            |  |  |       |       |       |       |       |       |
|  | SWD Powervolleys Düren      | SWD Powervolleys Düren      | SWD Powervolleys Düren      | 1                         | 0                |                          |   |                |            |            |            |            |            |            |  |  |       |       |       |       |       |       |

- Todas as partidas seguem o horário local.

### Quartas de final
| Data    | Hora    |                             | Placar  |                             | Set 1   | Set 2   | Set 3   | Set 4   | Set 5   | Total   | Relatório |
| 1º x 8º | 1º x 8º | 1º x 8º                     | 1º x 8º | 1º x 8º                     | 1º x 8º | 1º x 8º | 1º x 8º | 1º x 8º | 1º x 8º | 1º x 8º | 1º x 8º   |
| ------- | ------- | --------------------------- | ------- | --------------------------- | ------- | ------- | ------- | ------- | ------- | ------- | --------- |
| 17 jan  | 16:00   | Berlin Recycling Volleys    | 3–0     | Baden Volleys SSC Karlsruhe | 25–13   | 25–17   | 25–20   |         |         | 75–50   | Relatório |
| 20 jan  | 20:00   | Baden Volleys SSC Karlsruhe | 0–3     | Berlin Recycling Volleys    | 21–25   | 22–25   | 22–25   |         |         | 65–75   | Relatório |
| 2º x 7º |         |                             |         |                             |         |         |         |         |         |         |           |
| 16 jan  | 19:30   | VC Bitterfeld-Wolfen        | 0–3     | Helios Grizzlies Giesen     | 18–25   | 14–25   | 15–25   |         |         | 47–75   | Relatório |
| 22 jan  | 19:30   | Helios Grizzlies Giesen     | 3–0     | VC Bitterfeld-Wolfen        | 25–20   | 25–14   | 25–16   |         |         | 75–50   | Relatório |
| 3º x 6º |         |                             |         |                             |         |         |         |         |         |         |           |
| 15 jan  | 19:00   | VfB Friedrichshafen         | 3–1     | SWD Powervolleys Düren      | 25–23   | 23–25   | 25–22   | 25–23   |         | 98–93   | Relatório |
| 19 jan  | 19:00   | SWD Powervolleys Düren      | 0–3     | VfB Friedrichshafen         | 24–26   | 22–25   | 18–25   |         |         | 64–76   | Relatório |
| 4º x 5º |         |                             |         |                             |         |         |         |         |         |         |           |
| 16 jan  | 19:00   | WWK Volleys Herrsching      | 1–3     | SVG Lüneburg                | 21–25   | 25–20   | 20–25   | 15–25   |         | 81–95   | Relatório |
| 23 jan  | 18:00   | SVG Lüneburg                | 3–1     | WWK Volleys Herrsching      | 28–26   | 27–29   | 25–21   | 25–11   |         | 105–87  | Relatório |

### Semifinais
| Data    | Hora    |                          | Placar  |                          | Set 1   | Set 2   | Set 3   | Set 4   | Set 5   | Total   | Relatório |
| 1º x 4º | 1º x 4º | 1º x 4º                  | 1º x 4º | 1º x 4º                  | 1º x 4º | 1º x 4º | 1º x 4º | 1º x 4º | 1º x 4º | 1º x 4º | 1º x 4º   |
| ------- | ------- | ------------------------ | ------- | ------------------------ | ------- | ------- | ------- | ------- | ------- | ------- | --------- |
| 27 mar  | 19:30   | Berlin Recycling Volleys | 3–1     | SVG Lüneburg             | 27–25   | 25–27   | 25–21   | 25–21   |         | 102–94  | Relatório |
| 30 mar  | 17:30   | SVG Lüneburg             | 1–3     | Berlin Recycling Volleys | 22–25   | 17–25   | 25–21   | 29–31   |         | 93–102  | Relatório |
| 3 abr   | 19:30   | Berlin Recycling Volleys | 3–1     | SVG Lüneburg             | 25–22   | 17–25   | 25–21   | 25–17)  |         | 92–85   | Relatório |
| 2º x 3º |         |                          |         |                          |         |         |         |         |         |         |           |
| 26 mar  | 19:00   | Helios Grizzlies Giesen  | 3–2     | VfB Friedrichshafen      | 25–22   | 25–22   | 19–25   | 21–25   | 19–17   | 109–111 | Relatório |
| 30 mar  | 20:00   | VfB Friedrichshafen      | 3–0     | Helios Grizzlies Giesen  | 25–23   | 25–15   | 25–17   |         |         | 75–55   | Relatório |
| 3 abr   | 19:00   | Helios Grizzlies Giesen  | 3–0     | VfB Friedrichshafen      | 27–25   | 25–18   | 26–24   |         |         | 78–67   | Relatório |
| 6 abr   | 19:00   | VfB Friedrichshafen      | 3–0     | Helios Grizzlies Giesen  | 25–21   | 27–25   | 25–20   |         |         | 77–66   | Relatório |
| 10 abr  | 19:00   | Helios Grizzlies Giesen  | 1–3     | VfB Friedrichshafen      | 25–19   | 24–26   | 22–25   | 22–25   |         | 93–95   | Relatório |

### Final
| Data   | Hora  |                          | Placar |                          | Set 1 | Set 2 | Set 3 | Set 4 | Set 5 | Total   | Relatório |
| ------ | ----- | ------------------------ | ------ | ------------------------ | ----- | ----- | ----- | ----- | ----- | ------- | --------- |
| 15 abr | 19:30 | Berlin Recycling Volleys | 2–3    | VfB Friedrichshafen      | 22–25 | 25–18 | 25–21 | 20–25 | 11–15 | 103–104 | Relatório |
| 17 abr | 19:00 | VfB Friedrichshafen      | 3–1    | Berlin Recycling Volleys | 19–25 | 30–28 | 25–15 | 25–16 |       | 99–84   | Relatório |
| 20 abr | 18:00 | Berlin Recycling Volleys | 3–1    | VfB Friedrichshafen      | 24–26 | 25–19 | 25–22 | 25–15 |       | 99–82   | Relatório |
| 23 abr | 19:00 | VfB Friedrichshafen      | 2–3    | Berlin Recycling Volleys | 25–23 | 15–25 | 25–23 | 19–25 | 13–15 | 97–111  | Relatório |
| 28 abr | 16:00 | Berlin Recycling Volleys | 3–0    | VfB Friedrichshafen      | 25–16 | 25–16 | 25–17 |       |       | 75–49   | Relatório |

## Classificação final
| Posição           | Equipe                       | Classificação                       |
| ----------------- | ---------------------------- | ----------------------------------- |
| Medalha de ouro   | Berlin Recycling Volleys     | Liga dos Campeões de 2024–25        |
| Medalha de prata  | VfB Friedrichshafen          | Liga dos Campeões de 2024–25        |
| Medalha de bronze | Helios Grizzlies Giesen      | Liga dos Campeões de 2024–25        |
| 4                 | SVG Lüneburg                 | Copa CEV de 2024–25                 |
| 5                 | WWK Volleys Herrsching       | 1. Volleyball Bundesliga de 2024–25 |
| 6                 | SWD Powervolleys Düren       | 1. Volleyball Bundesliga de 2024–25 |
| 7                 | VC Bitterfeld-Wolfen         | 1. Volleyball Bundesliga de 2024–25 |
| 8                 | Baden Volleys SSC Karlsruhe  | 1. Volleyball Bundesliga de 2024–25 |
| 9                 | ASV Dachau                   | 1. Volleyball Bundesliga de 2024–25 |
| 10                | TSV Haching München          | 1. Volleyball Bundesliga de 2024–25 |
| 11                | TSV Haching München          | 1. Volleyball Bundesliga de 2024–25 |
| 12                | Energiequelle Netzhoppers KW | 1. Volleyball Bundesliga de 2024–25 |

| 1. Volleyball Bundesliga de 2023–24            |
| ---------------------------------------------- |
| Berlin Recycling Volleys Campeão (14.º título) |

| Elenco |
| --- |
| Adam Kowalski, Satoshi Tsuiki, Robert Täht, Timo Tammemaa, Nehemiah Mote, Johannes Tille, Timothée Carle, Daniel Malescha, Cody Kessel, Sašo Štalekar, Ruben Schott, Leon Dervisaj, Marek Šotola, Tobias Krick |
| Técnico |
| Joel Banks |